# Melambia tekkensis
Melambia tekkensis là một loài bọ cánh cứng trong họ Trogossitidae. Loài này được Koenig miêu tả khoa học năm 1889.